# Liga de Naciones Femenina de la UEFA
La Liga de Naciones Femenina de la UEFA (en inglés, UEFA Women's Nations League), también llamada Liga de Naciones Femenina, es una competición continental de fútbol con carácter oficial, Se disputa entre las selecciones nacionales femeninas de la UEFA, ente rector del deporte en Europa. 
La competencia cuenta con tres ligas, con ascenso y descenso entre ellas, además de un torneo final para determinar los campeones. También actúa como parte del proceso de clasificación para la Eurocopa Femenina, la Copa Mundial Femenina de Fútbol de la FIFA y el Torneo Olímpico de Fútbol Femenino, según la temporada.
La selección española femenina, primera selección en ganar el trofeo, siendo el segundo título en su historia tras el Mundial de 2023.

## Historia
El 2 de noviembre de 2022, el Comité Ejecutivo de la UEFA aprobó un nuevo sistema de competición de selecciones nacionales femeninas, que se anunció públicamente al día siguiente. Esto incluyó el anuncio de la Liga de Naciones Femenina a partir de 2023. El nuevo sistema forma parte de la estrategia de fútbol femenino de la UEFA para 2019 a 2024, y fue aprobado después de las discusiones entre los representantes de las federaciones nacionales y la recomendación del Comité de Fútbol Femenino de la UEFA. La Liga de Naciones Femenina actuará como la primera fase de un ciclo de competición de selecciones nacionales femeninas de dos partes, siendo la otra fase los Clasificatorios Europeos para el Campeonato Femenino de la UEFA o la Copa Mundial Femenina de la FIFA.
El nuevo sistema está diseñado para crear partidos más competitivos, con equipos enfrentados a otros de similar fortaleza, al mismo tiempo que genera un mayor interés deportivo y comercial en el fútbol de selecciones nacionales femeninas. Sin embargo, el sistema todavía da a todos los equipos nacionales la oportunidad de clasificarse para los principales torneos internacionales. Los ciclos de competición interconectados tienen por objeto fomentar el desarrollo a largo plazo de las selecciones nacionales femeninas.

## Formato
La competición comenzará con la fase liguera, con las selecciones nacionales divididas en tres ligas (A, B y C). Las ligas A y B contarán con 16 equipos en 4 grupos de 4, mientras que la Liga C consistirá en los participantes restantes de la competencia divididos en grupos de tres o cuatro. Los equipos de cada grupo jugarán entre sí de ida y vuelta en un formato de todos contra todos. Los cuatro ganadores de grupo de la Liga A avanzarán a la fase final de la Liga de Naciones, organizadas por los equipos participantes, que contarán con semifinales a partido único, un desempate por el tercer puesto y una final. En los años olímpicos de verano, las finales de la Liga de Naciones determinarán los equipos que se clasificarán para el Torneo Olímpico de Fútbol Femenino.
Además, la competición contará con ascensos y descensos, que entrarán en vigor en la próxima edición de clasificación para el Campeonato Femenino de la UEFA o la Copa Mundial Femenina de la FIFA (los cuales también utilizarán una estructura de liga idéntica). Los campeones de grupo de las Ligas B y C ascenderán automáticamente, mientras que los cuartos clasificados de las Ligas A y B, así como el tercer clasificado de la Liga B con la clasificación más baja (sujeto al número de participantes), serán relegado automáticamente. Los partidos de ascenso/descenso también se llevarán a cabo en partidos de ida y vuelta, en paralelo a la fase final de la Liga de Naciones, con los ganadores yendo a la liga superior y los perdedores yendo a la liga inferior. Los terceros clasificados de la Liga A jugarán contra los subcampeones de la Liga B, mientras que los tres terceros mejor clasificados de la Liga B jugarán contra los tres mejores clasificados de la Liga C (sujeto al número de participantes).

## Clasificatorios europeos
La Liga de Naciones Femenina estará vinculada con la clasificación para la Eurocopa Femenina, la Copa Mundial Femenina de Fútbol de la FIFA y los Juegos Olímpicos. Los clasificatorios utilizarán el mismo sistema de etapas de la liga que la Liga de Naciones Masculina, con equipos divididos en Ligas A, B y C. Los equipos en clasificación se dividirán en ligas según los resultados de la edición anterior. Los resultados de la fase de clasificación de la liga determinarán qué equipos se clasificarán automáticamente para la Eurocopa Femenina o la Copa Mundial Femenina de Fútbol, y qué equipos entrarán en los play-off. Además, los equipos ascenderán y descenderán automáticamente utilizando el mismo formato que en la Liga de Naciones Masculina, aunque no se llevarán a cabo partidos de ascenso/descenso. Esto determinará la composición de la liga para la próxima edición de la competencia.

## Historial
| Cuadro de honor | Cuadro de honor | Cuadro de honor | Cuadro de honor | Cuadro de honor | Cuadro de honor | Cuadro de honor |
| Edición         | Campeón         | Resultado       | Subcampeón      | Tercero         | Resultado       | Cuarto          |
| --------------- | --------------- | --------------- | --------------- | --------------- | --------------- | --------------- |
| 2023-24         | España          | 2 - 0           | Francia         | Alemania        | 2 - 0           | Países Bajos    |
| 2025            |                 |                 |                 |                 |                 |                 |

### Palmarés
Nota: En cursiva se indica el torneo en que el equipo fue local.
| Selección    | Títulos | Subtítulos | Tercero | Cuarto | Años campeonatos |
| ------------ | ------- | ---------- | ------- | ------ | ---------------- |
| España       | 1       | -          | -       | -      | 2023-24          |
| Francia      | -       | 1          | -       | -      |                  |
| Alemania     | -       | -          | 1       | -      |                  |
| Países Bajos | -       | -          | -       | 1      |                  |
| Suecia       | -       | -          | -       | -      |                  |